# Rosa (color)
El rosa o rosado es un color que puede describirse como un rojo, fucsia, o magenta aclarado, es decir, rojo, fucsia, o magenta mezclado con blanco. Su nombre en castellano delata su referencia originaria: el color de las flores de las variedades rosadas clásicas de los rosales «antiguos».
A los colores similares al rosa o rosado se los denomina "rosáceos".
En el uso general y popular, el conjunto de las coloraciones rosadas a las que se llama indistintamente «rosa» es muy amplio, yendo desde tonalidades pálidas a intensas y desde purpúreas a naranjadas, como se ve en el conjunto de colores de la derecha.

## Etimología

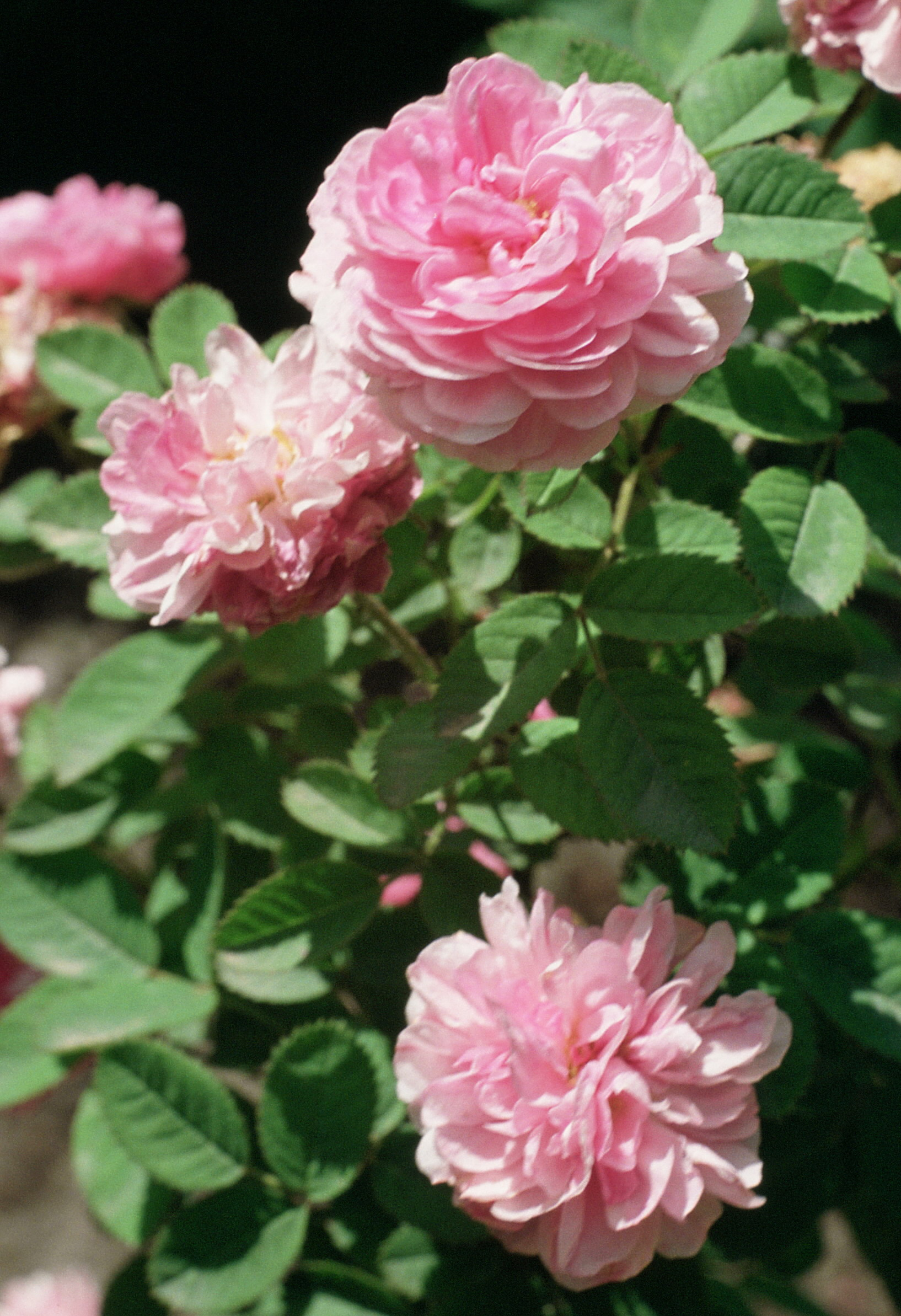
Rosa × centifolia «Rose de Meaux», variedad de rosal antiguo que data de 1637 (ejemplar del Real Jardín Botánico de Madrid)

«Rosa» proviene del latín rosa, que designa a la flor homónima, en tanto que «rosado» deriva del latín rosātus, ‘del color de la rosa’.
La palabra «rosa» llegó al idioma latín a través del sustantivo griego ῥόδον (rhodon), ‘rosa’; la raíz de este término pudo haber sido el protoindoeuropeo *wrdho–, ‘espino, zarza’.
Tanto «rosa» como «rosado» comenzaron a usarse en español en el siglo XIII.

### Lexemas
El lexema rodo, del griego (rhodo–), ‘rosa’, asocia a los términos que lo incluyen con el color rosa. Algunos ejemplos de esto son las palabras rododendro y rodopsina.

## Simbolismo y usos
En Occidente el color rosa está asociado primordialmente a lo etéreo, lo dulce y lo agradable, y significa amor, inocencia y paz.

### Vexilología y heráldica
El color rosa, prácticamente no se emplea en vexilología; sin embargo, algunos municipios de Colombia tienen banderas que lo incorporan, como Circasia y La Tebaida, en el departamento de Quindío, y Baranoa, en el departamento del Atlántico. También lleva una franja rosa la bandera del estado brasileño de Espírito Santo.
En estos ejemplos, el simbolismo del color rosa es dispar: en la bandera de Espírito Santo, el rosa fue tomado del vestido de Nuestra Señora de la Roca, patrona del estado, y significa «alegría y felicidad»; en la de Circasia, representa «la paz y la armonía»; y en la de La Tebaida, significa «civismo y progreso».
Los escudos correspondientes al estado y los municipios mencionados también incorporan al color rosa, constituyendo raros ejemplos del uso de este color en heráldica.

Estado de Espírito Santo, Brasil.
Municipio de Circasia, Colombia.
Municipio de La Tebaida, Colombia.
Cartago, Valle del Cauca, Colombia.
La Tebaida, Quindío, Colombia.
Galeras, Sucre, Colombia.
Provincia de Condorcanqui, Perú.
Sakito, Nagasaki, Japón.
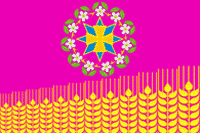
Kushchóvskaya, Rusia.
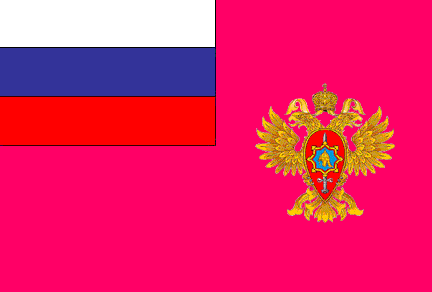
Servicio Federal del Orden Defensivo, Rusia.
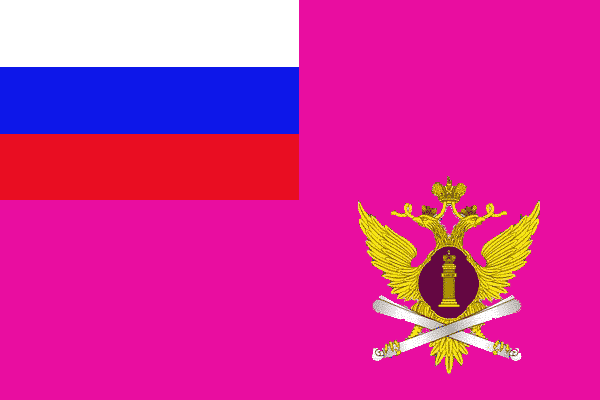
Servicio de Registro Federal, Rusia.
Raión de Reshetylivka, Ucrania.
Distrito de Kegich, Ucrania.
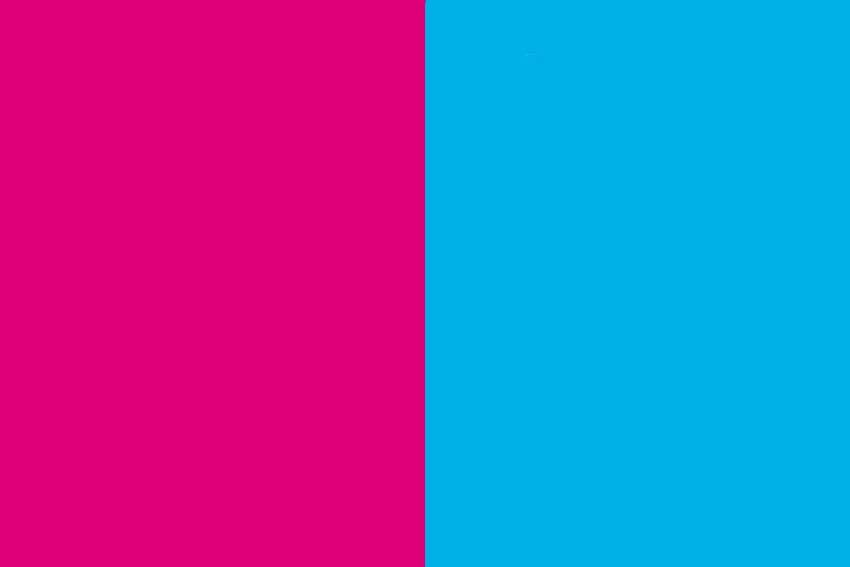
Raión de Mashivka, Ucrania.
Estado de Jhalawar, India.
Autoridad del Valle del Tennessee, Estados Unidos.
Terranova y Labrador (no oficial), Canadá.
Nowy Sącz, Polonia (1992–2017).
Municipio de Berovo, Macedonia del Norte
Bandera Real de la Princesa Bejaratana Rajasuda, Tailandia.

### Religión
En el catolicismo el rosa simboliza la felicidad y la alegría. Es usado en el tercer domingo de Adviento —Gaudete, el «domingo de la alegría» ante el inminente nacimiento de Jesús— y en el cuarto domingo de Cuaresma (Laetare), por la cercanía de la Pascua de Resurrección. Similarmente, en el protestantismo se acostumbra encender una vela rosa en el domingo Gaudete.
Eva Heller, en su libro Psicología del color, sostiene que el rosa litúrgico apareció en 1729, cuando la Iglesia católica lo adoptó con el fin de aprovechar los donativos de prendas usadas de ese color que recibía de parte de la nobleza europea, entre la cual el rosa estaba de moda. Durante el período Rococó, correspondiente a esa época, tanto hombres como mujeres habrían vestido de rosa.

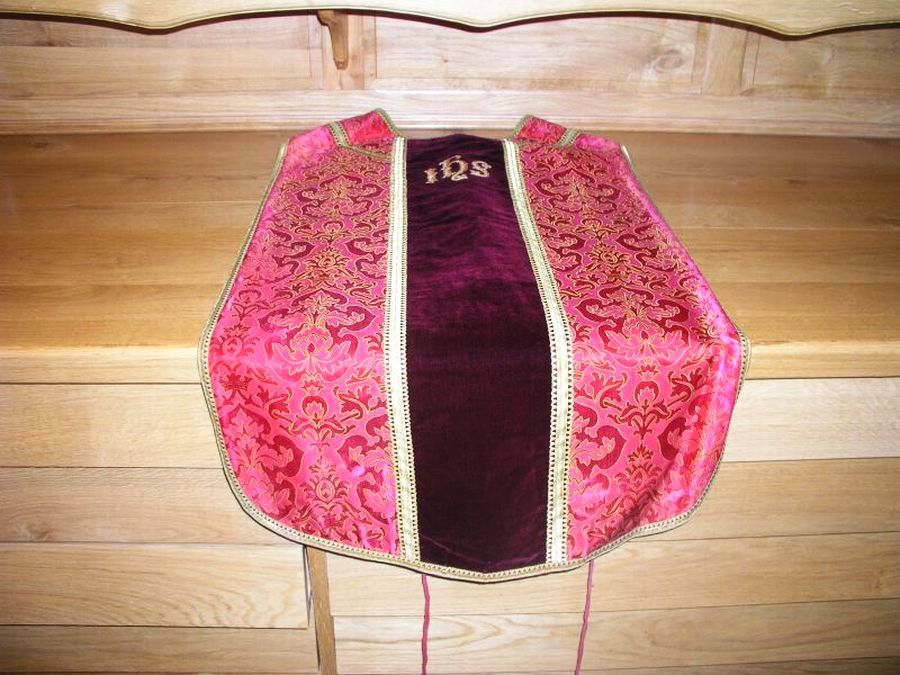
Casulla rosa utilizada en los domingos Gaudete y Laetare por un sacerdote del culto católico
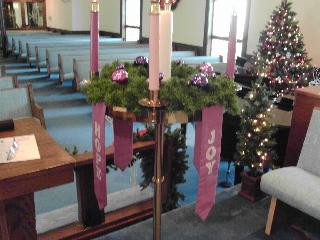
Corona de Adviento con una vela rosa para encender durante el Gaudete, en una iglesia metodista
Madame de Pompadour luciendo un vestido rosa, color por entonces en boga (óleo de François Boucher, 1759)

### Política
- El color rosa, junto con el rojo, se utiliza tradicionalmente para indicar territorios gobernados por el Reino Unido o pertenecientes a la Mancomunidad Británica de Naciones.

- En las tablas de partidos políticos de Portugal, el rosa se usa para representar al Partido Socialista.

- El rosa, siendo un rojo «descolorido» sirve algunas veces, de manera despectiva, para describir a un socialista suavizado.

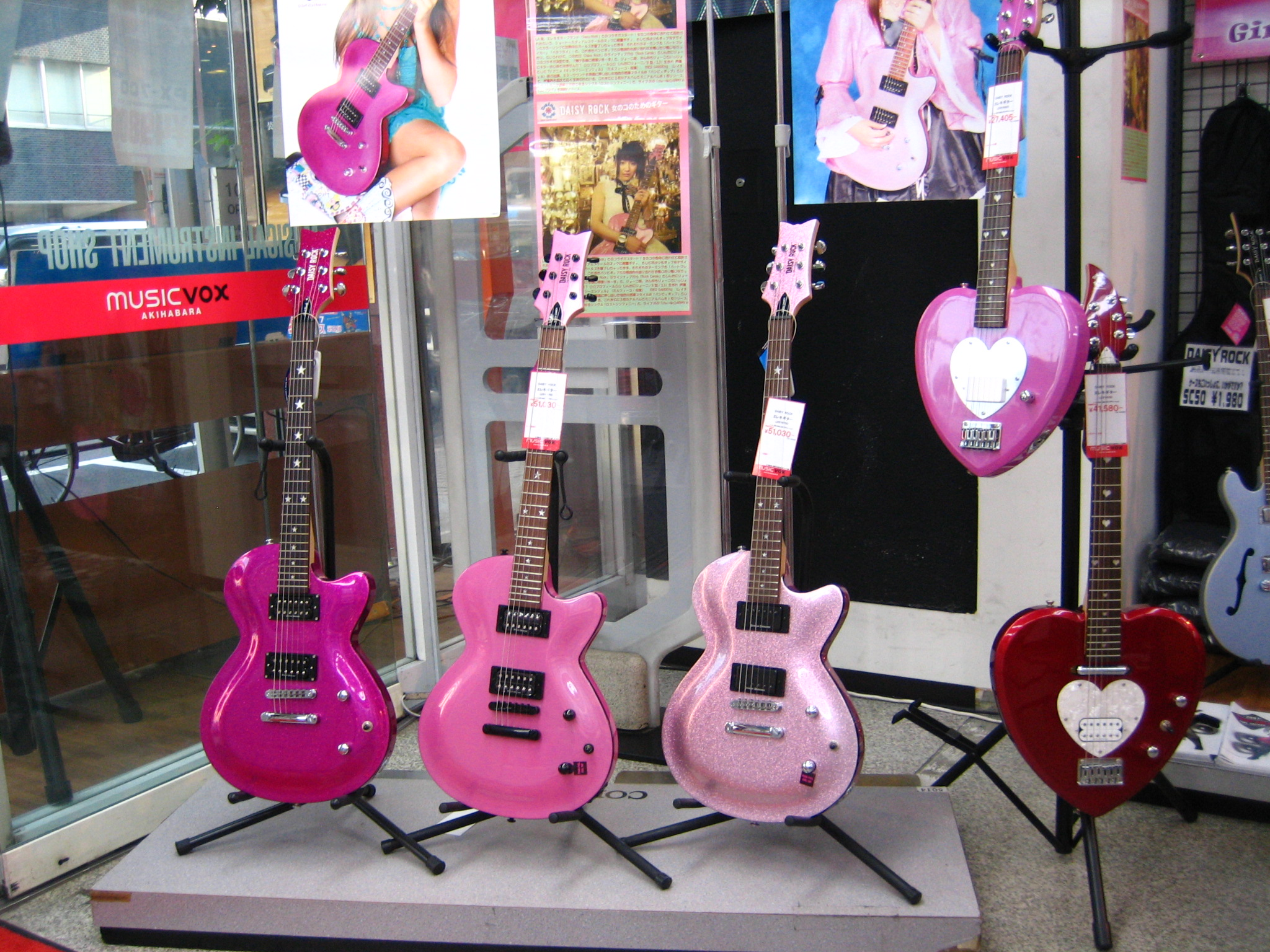
Guitarras eléctricas femeninas en venta en un local de Akihabara, Japón

### Identidad de género

#### Femineidad
El rosa se relaciona frecuentemente con lo femenino; sin embargo, esta sociedad parece ser de data relativamente reciente, derivada de los colores de la vestimenta de los bebés. Según la historiadora Jo B. Paoletti (Universidad de Maryland, Estados Unidos), durante siglos se vistió a los infantes con prendas blancas, hasta que a mediados del siglo XIX comenzaron a difundirse los colores pastel para ese fin. Para entonces, en los orfanatos franceses ya se acostumbraba distinguir a los niños con el color celeste y a las niñas con el rosado, mientras que en Estados Unidos el hábito de asignar el rosa a las niñas y reservar el celeste para los niños se estableció alrededor de 1940. Eva Heller, desde una perspectiva cultural alemana, ubica el nacimiento de esta costumbre hacia 1920, y su generalización global hacia los años 1970.
Hasta cerca de 1965 el rosa fue un color considerado de uso exclusivo de las mujeres. Pero hacia mediados de la década de 1960 los movimientos de liberación femenina promovieron la vestimenta uniforme para ambos sexos, y el color rosa volvió a considerarse aceptable para la ropa masculina.
De todas formas, la asociación del color rosa con la femineidad continúa. Este color se utiliza prominentemente en el mercadeo de juguetes destinados específicamente a las niñas.

#### Masculinidad
Antiguamente, el rosado era un color que frecuentemente se relacionaba con lo masculino; ya que se creía que ese era el color más adecuado para los hombres, por la dificultad de su obtención. Lo caro que era hacía que su compra fuese solo posible para los hombres. Pero el paso del tiempo hizo cambiar esa mentalidad. Y luego de dicho cambio de mentalidad, el color rosado era usado muy raras veces por los hombres. Sin embargo, este cambio de mentalidad no se hizo efectivo en todo el mundo, ya que luego de este cambio de mentalidad en varios países, en algunos países el color rosa seguía siendo considerado como un color masculino o simplemente como un color cualquiera sin género (unisex).[cita requerida]
En la actualidad, la mentalidad de que el color rosado es únicamente para las mujeres todavía se mantiene, sin embargo esta mentalidad está cayendo lentamente en desuso, debido a que los hombres nuevamente están volviendo a usar ropa de color rosado con más frecuencia; todo esto, gracias especialmente a los famosos (artistas y deportistas).

#### Orientación sexual
Durante la Segunda Guerra Mundial, los nazis identificaban a los homosexuales prisioneros del régimen con una insignia en forma de triángulo rosa con el vértice hacia abajo. Hoy día este triángulo ha sido adoptado como insignia por la comunidad gay, siendo usado en ocasiones con la punta hacia arriba.
Por otra parte, el color rosa suele aparecer en otros símbolos con los que la comunidad LGBT se identifica.

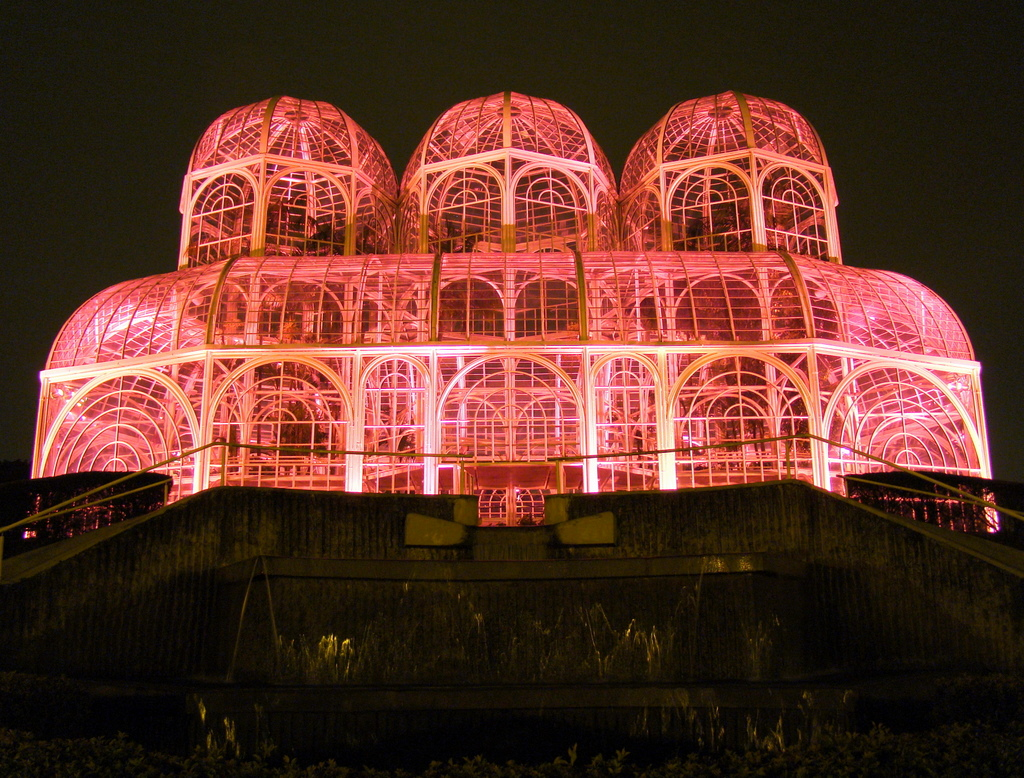
La estructura metálica de los invernaderos del Jardín Botánico de Curitiba (Curitiba, Sur de Brasil), iluminada con luz color rosa. Durante el mes de octubre, varios monumentos famosos de todo el mundo se iluminan con luces de este color para atraer la atención hacia la importancia del diagnóstico a tiempo del cáncer de mama y de la investigación para encontrar maneras de curarlo y prevenirlo.

### Amor y erotismo
- El rosa posee en Japón una connotación sexual. En ese país, los filmes eróticos son habitualmente conocidos como «películas rosas».

- En España se llama «prensa rosa» o «prensa del corazón» a los medios informativos que se centran en eventos sociales y en la vida privada de los famosos.

- Las novelas románticas son también llamadas «novelas rosas». El rosa es asimismo un color habitual en las portadas de estas novelas y en las de ciertas colecciones de novela erótica.

### Lucha contra el cáncer mamario
Rosado es el pequeño lazo de cinta que se lleva a modo de escarapela para indicar el apoyo a la toma de conciencia sobre el cáncer de mama. Este color se emplea profusamente durante las actividades de difusión de este tema, especialmente durante el mes de octubre.

### Otros usos
- Cuando nos inclinamos a ver determinada circunstancia, o a la vida en general, de una manera positiva o favorable, se dice que las vemos «color de rosa». A veces se usa esta expresión para señalar que quien ve las cosas «color de rosa» está dejándose llevar por una percepción distorsionada, excesivamente positiva.

- El llamado vino rosado es precisamente de este color, aunque puede ser más claro o más oscuro. Su tinte rosa proviene de los taninos de la uva.

- La Casa de Gobierno de Argentina, situada en Buenos Aires, se pinta tradicionalmente de color rosa, motivo por el cual se le denomina «Casa Rosada».

- El líder del Giro de Italia viste una camiseta rosa (maglia rosa) en representación del color rosa de las páginas del diario italiano La Gazzetta dello Sport, que financia dicha competición.

- Una unicornio rosa invisible es el supuesto ser supremo de una religión paródica creada hacia 1990. Se utiliza en los círculos ateístas para subrayar lo absurdo de las creencias teístas.

- La salsa golf o salsa cóctel (mezcla de mayonesa con kétchup) se conoce como salsa rosa en España y como salsa rosada en Venezuela y Colombia. Por su parte, en Argentina se conoce como salsa rosa un preparado a base de tomates y crema de leche que se sirve caliente con pastas (llamadas en ese país fideos).

### Galería

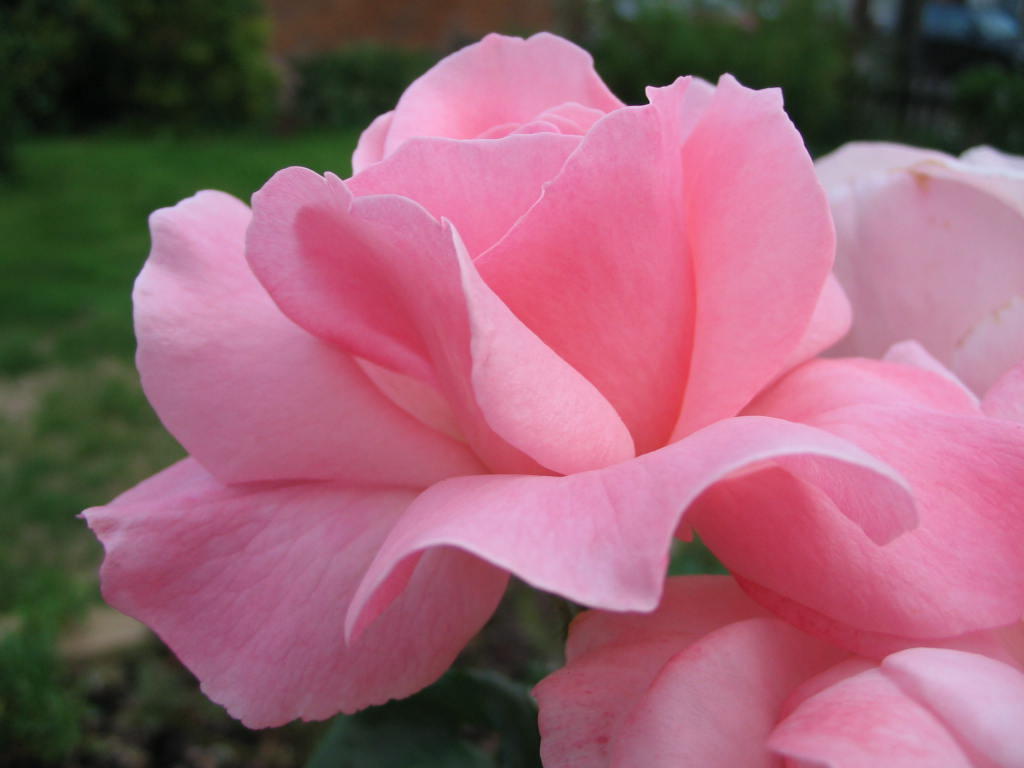
Rosa 'Queen Elizabeth'
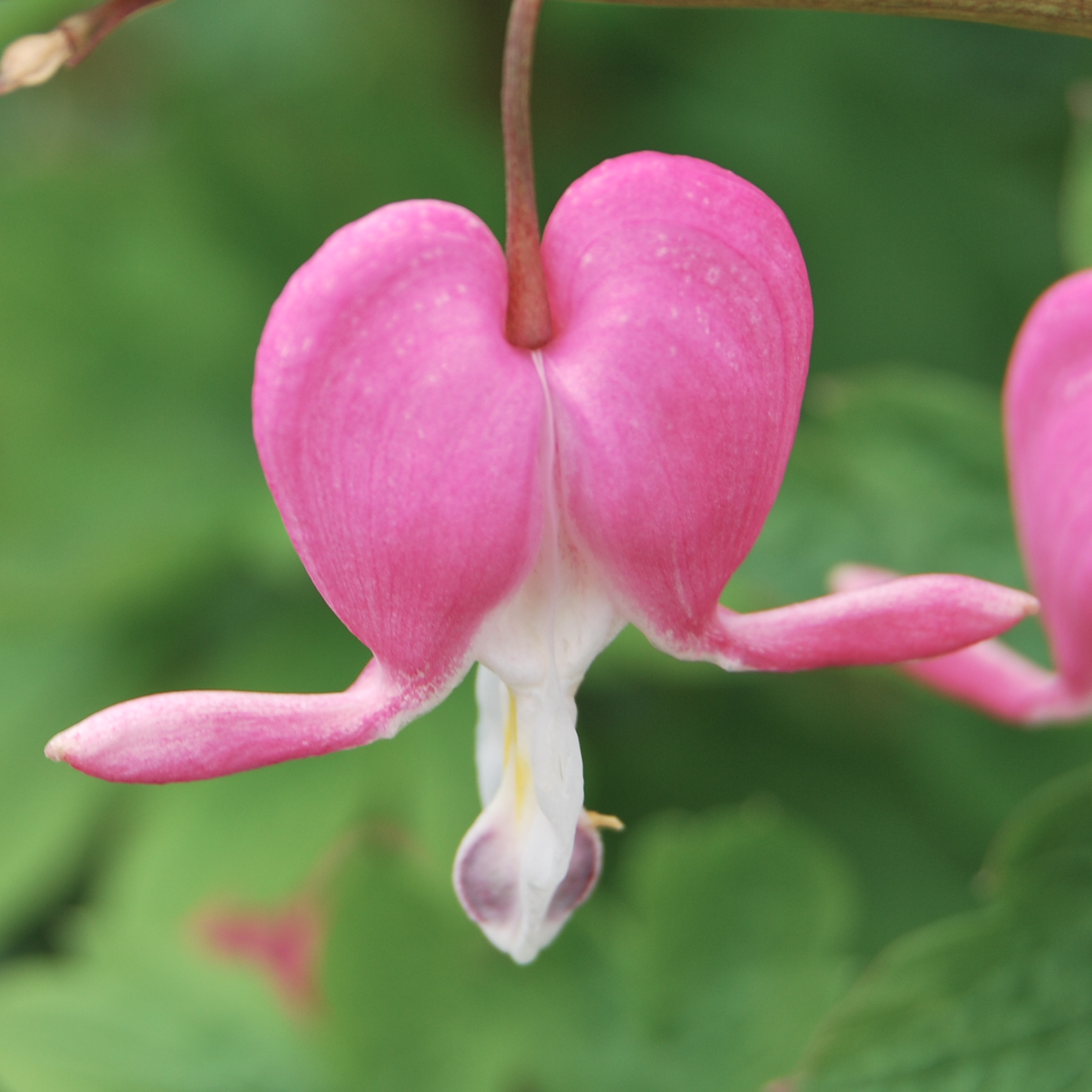
Floración de Lamprocapnos spectabilis
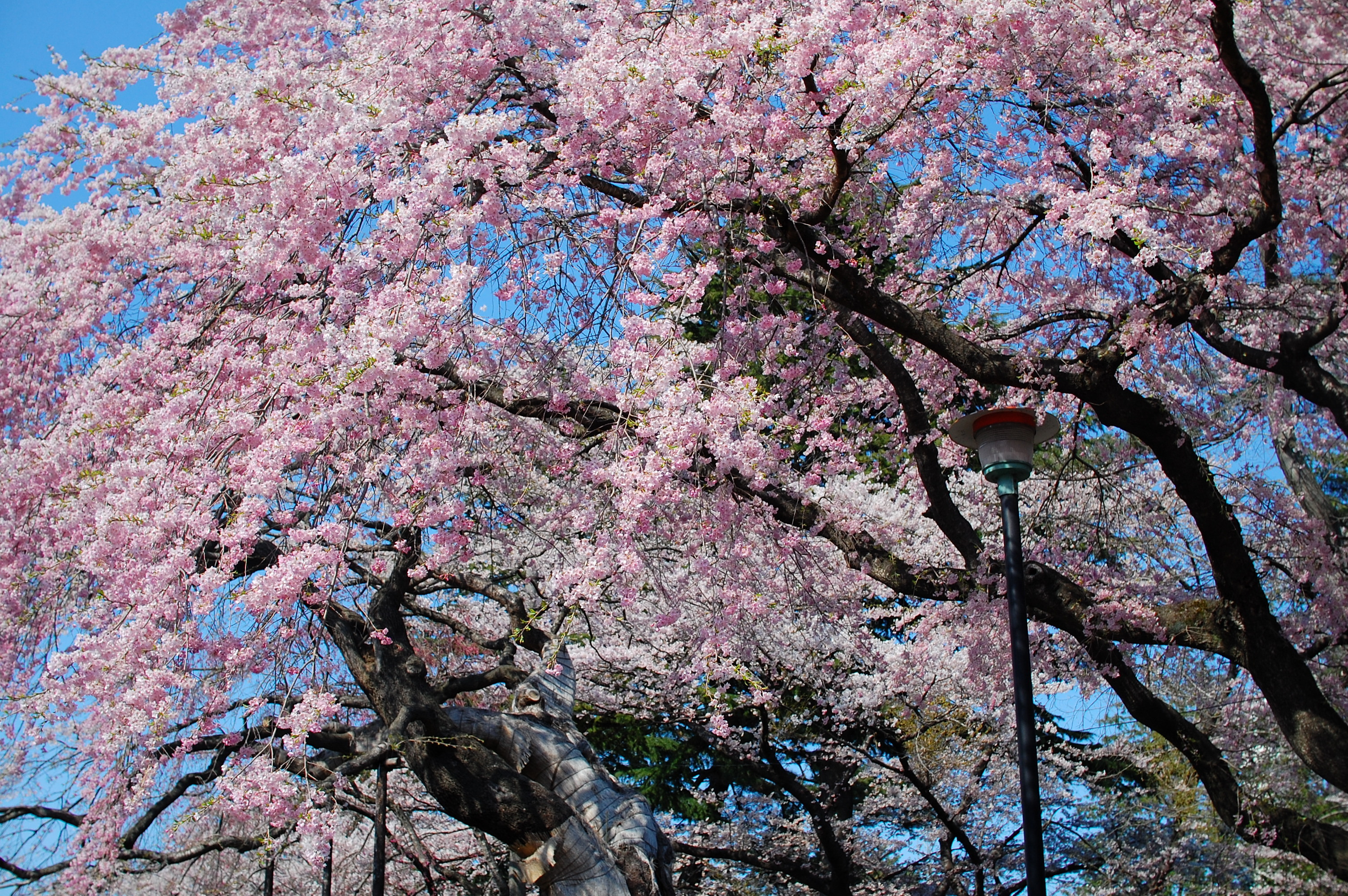
Árbol de Sakura (cerezo japonés) de color rosado claro
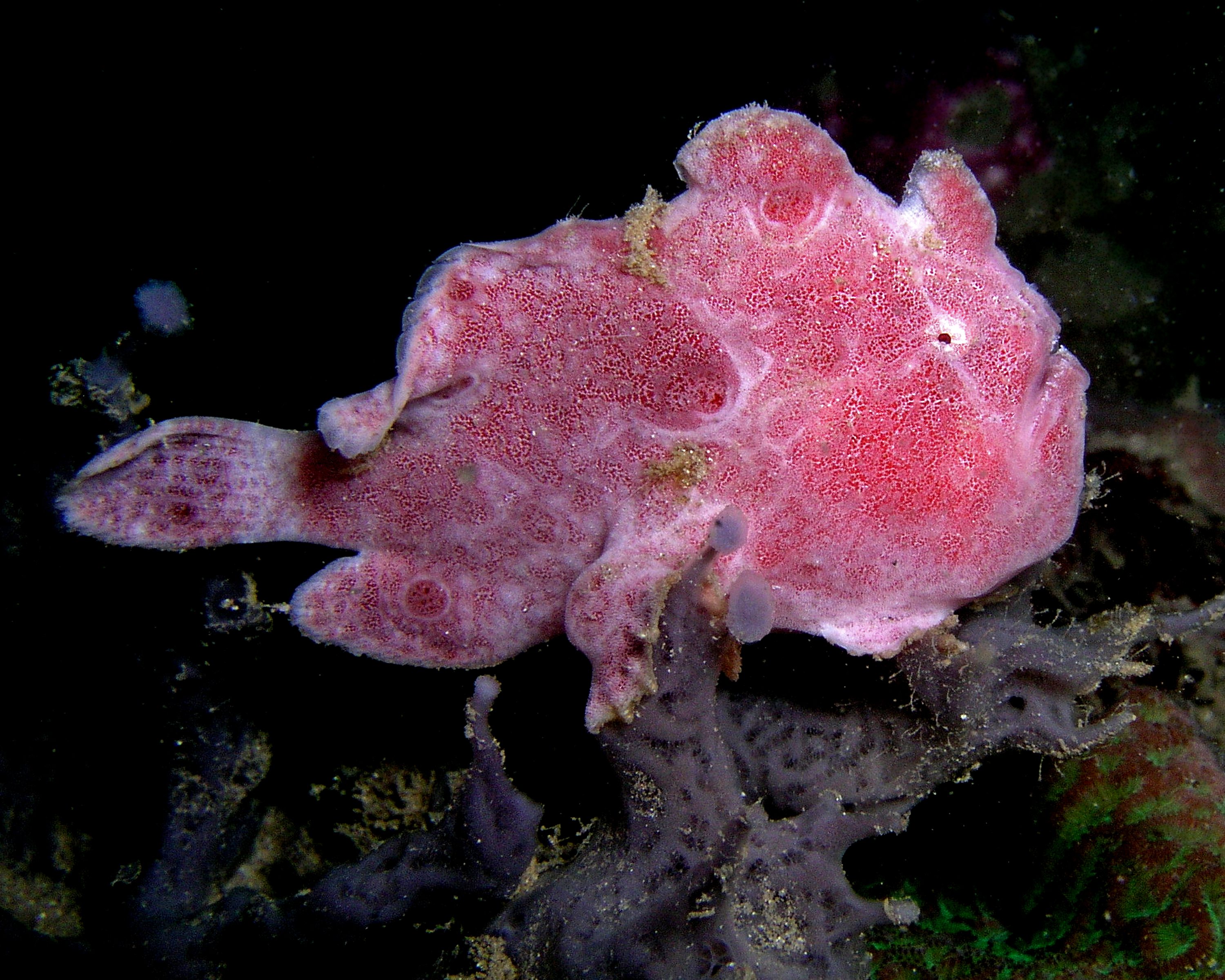
Pez rana manchado
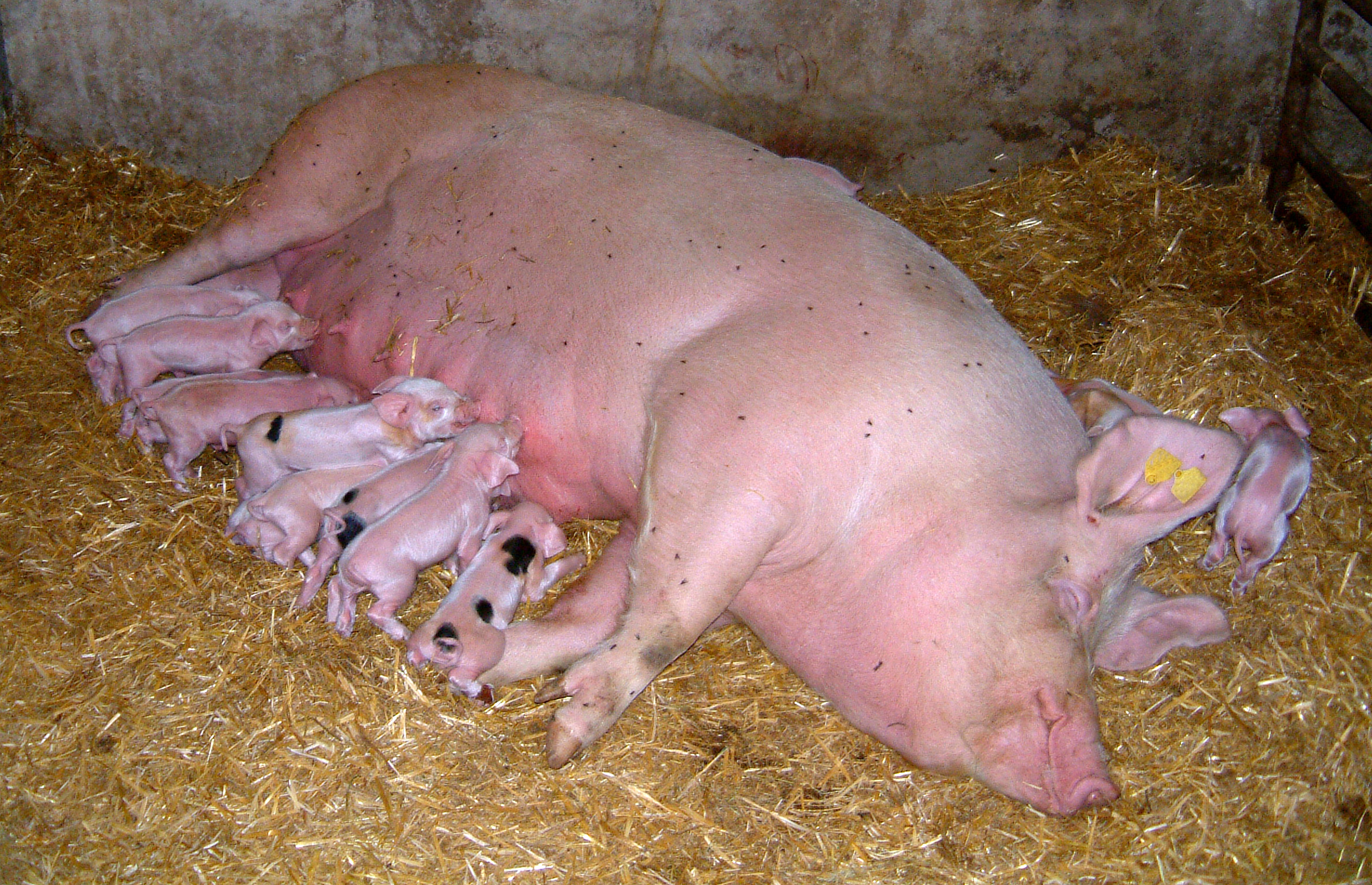
Cerda amamantando a sus cochinillos
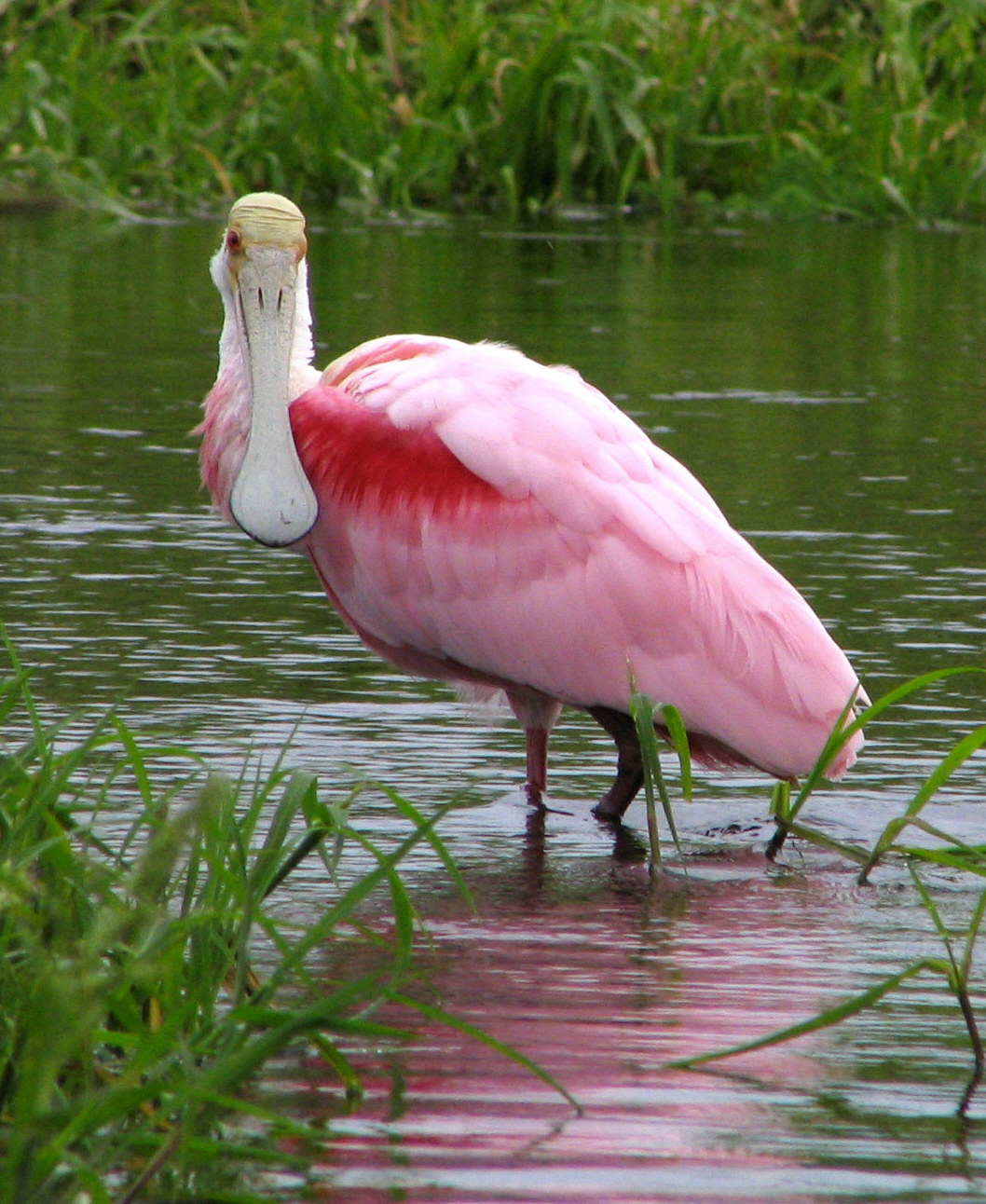
Espátula rosada
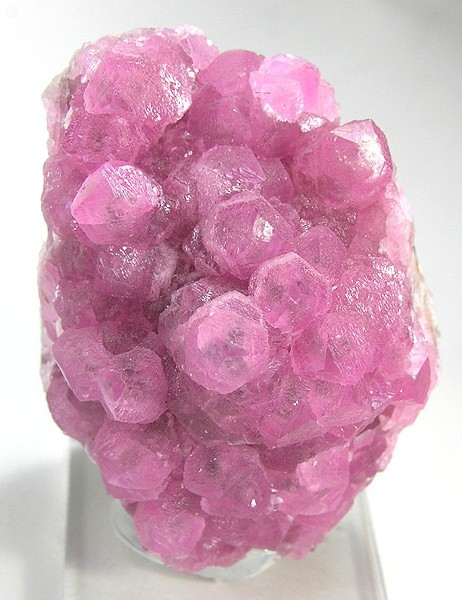
Calcita de Marruecos
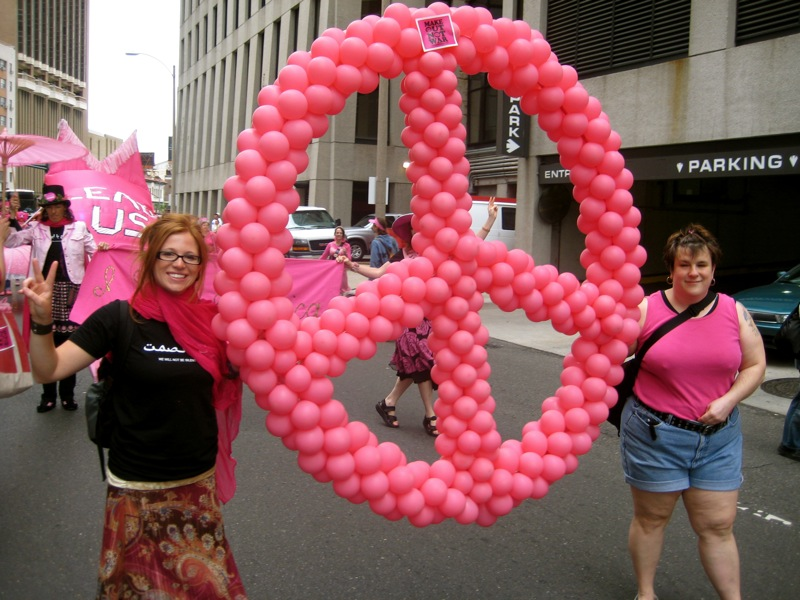
Evento contra la violencia de género y las guerras, en Nueva Orleans
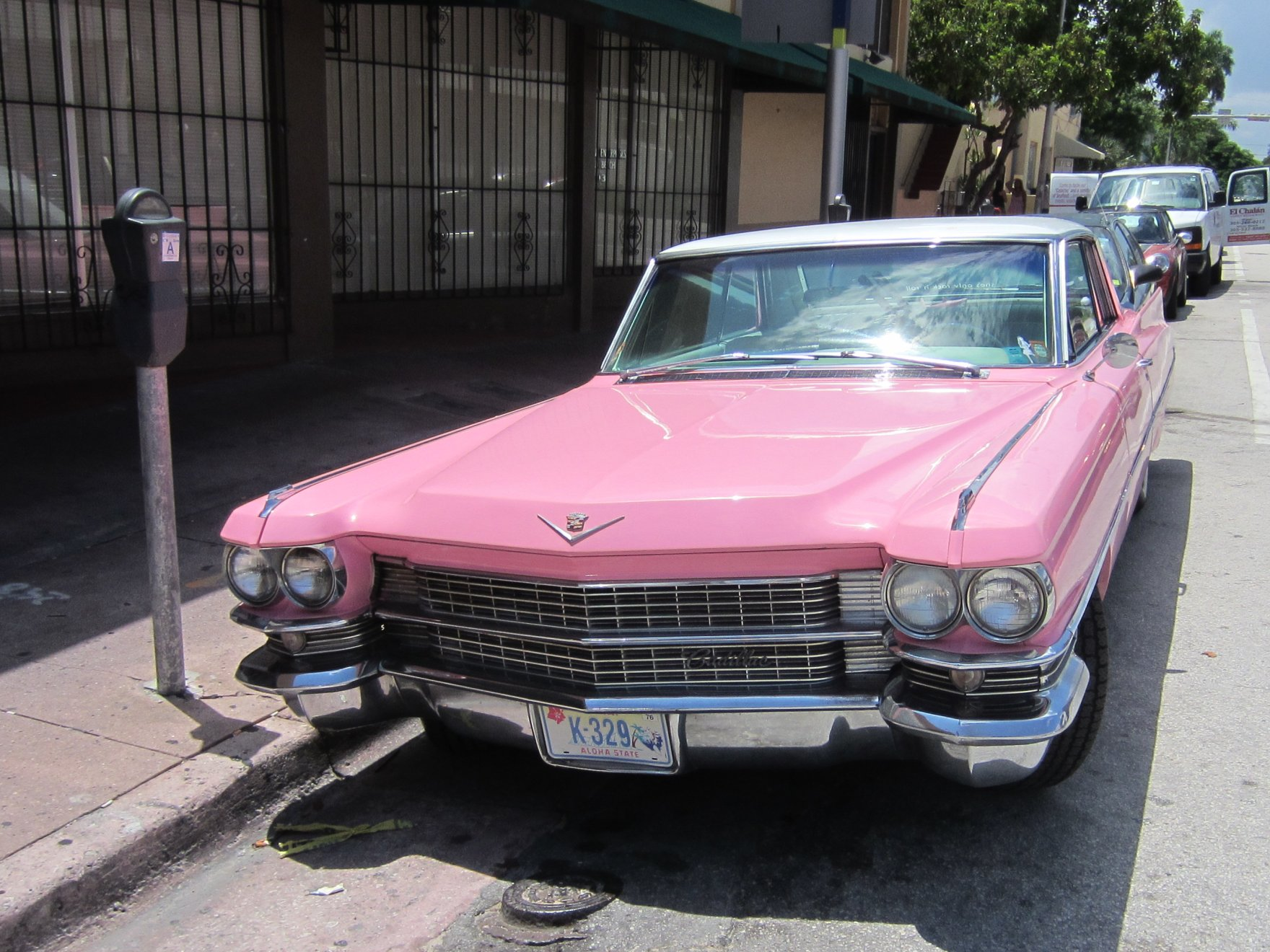
Cadillac de 1963.
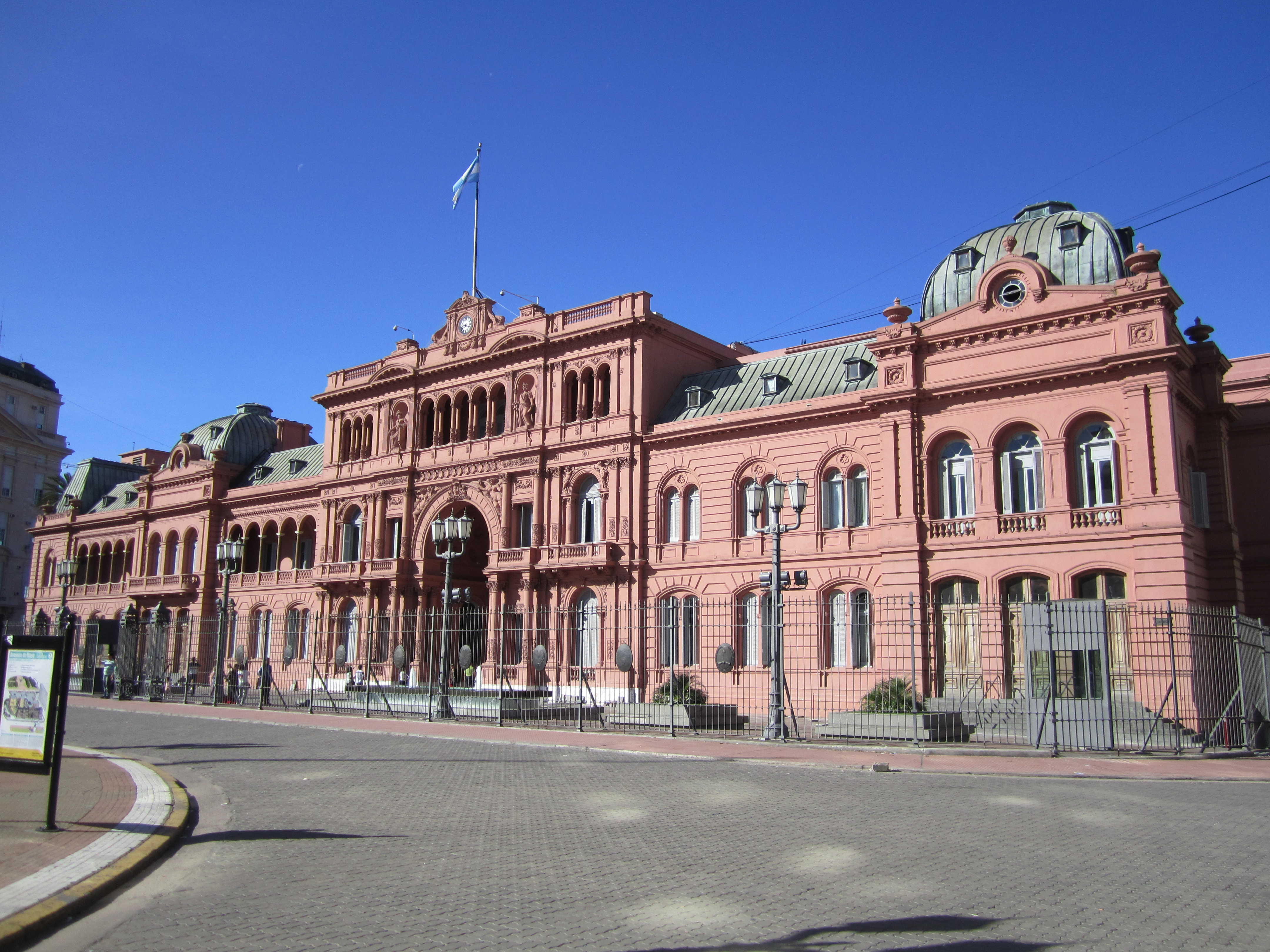
La Casa Rosada, palacio presidencial de Buenos Aires
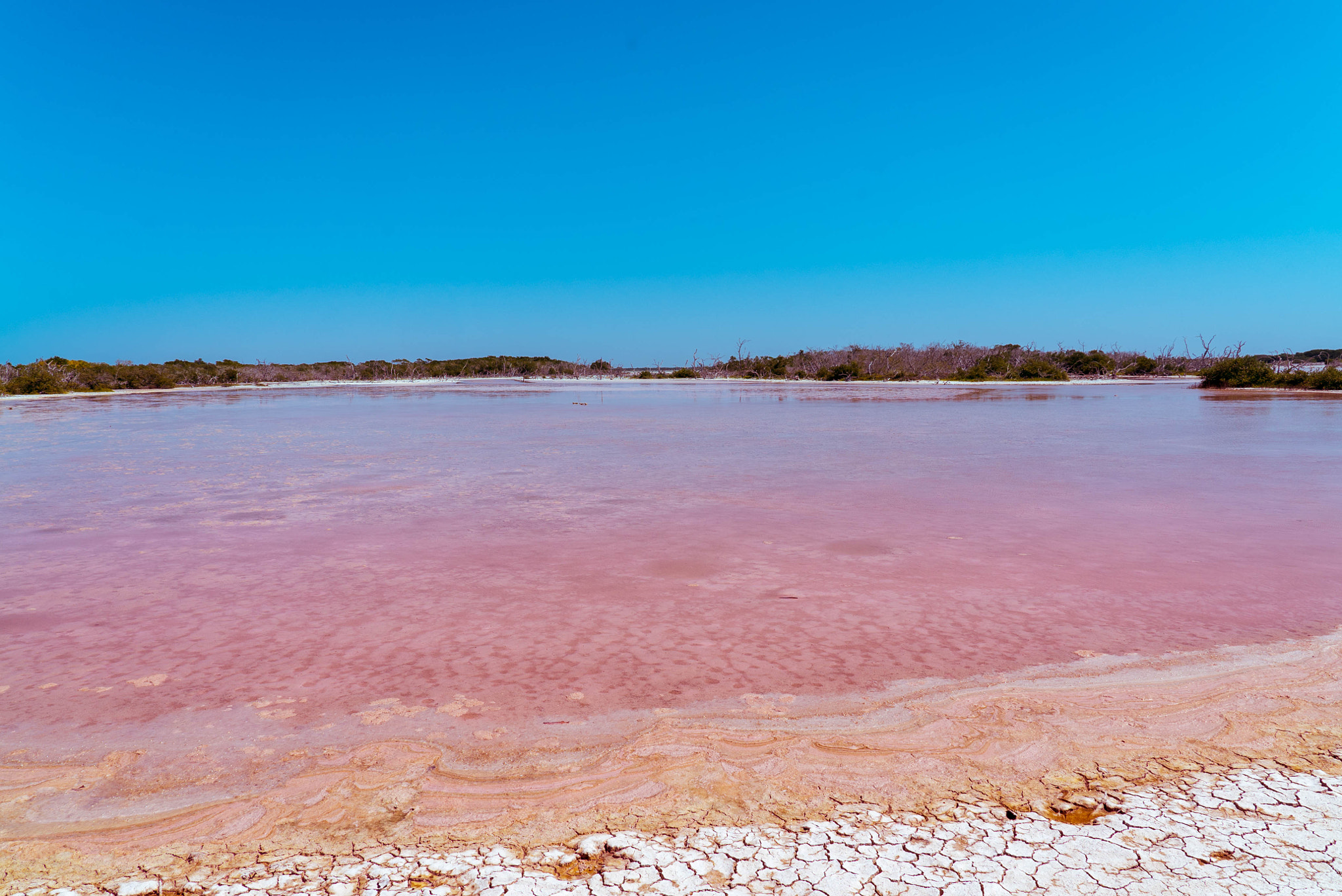
Laguna rosada en Yucatán
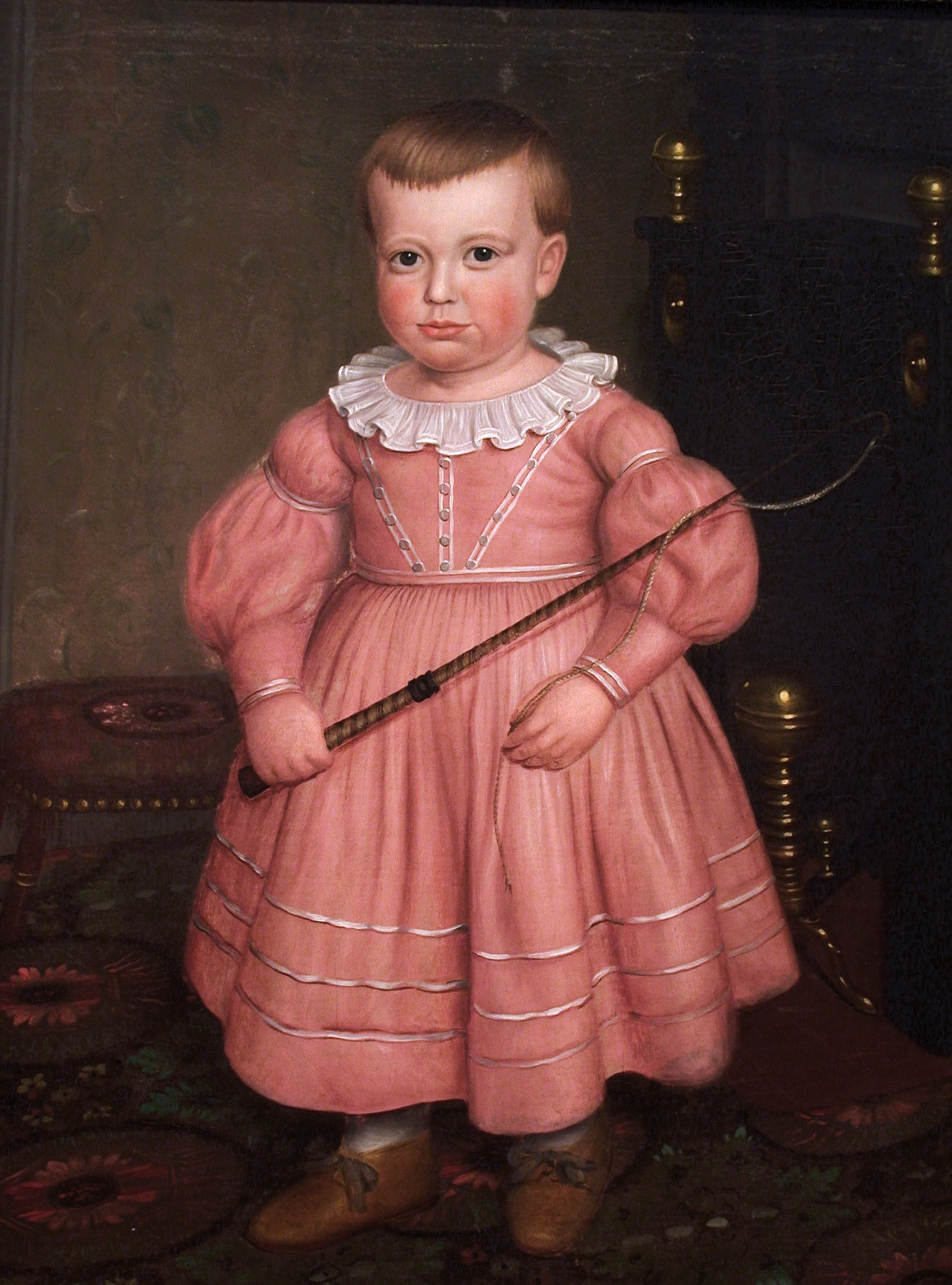
Niño estadounidense con vestido de color rosa antiguo, según la moda de 1840.
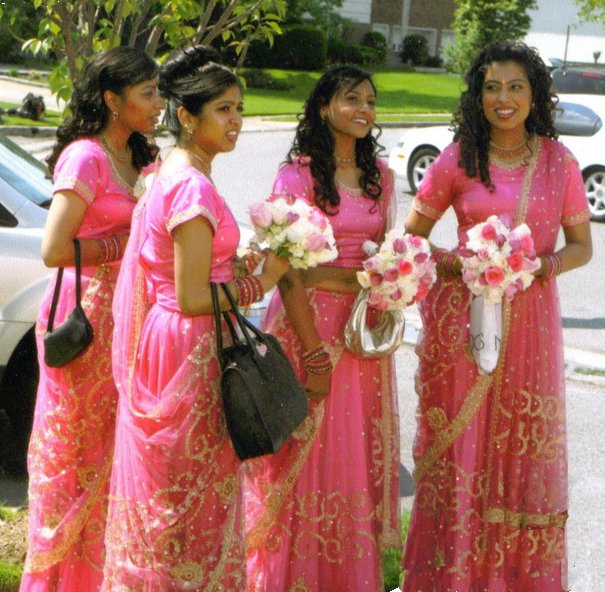
Damas de honor de la India en rosado tradicional
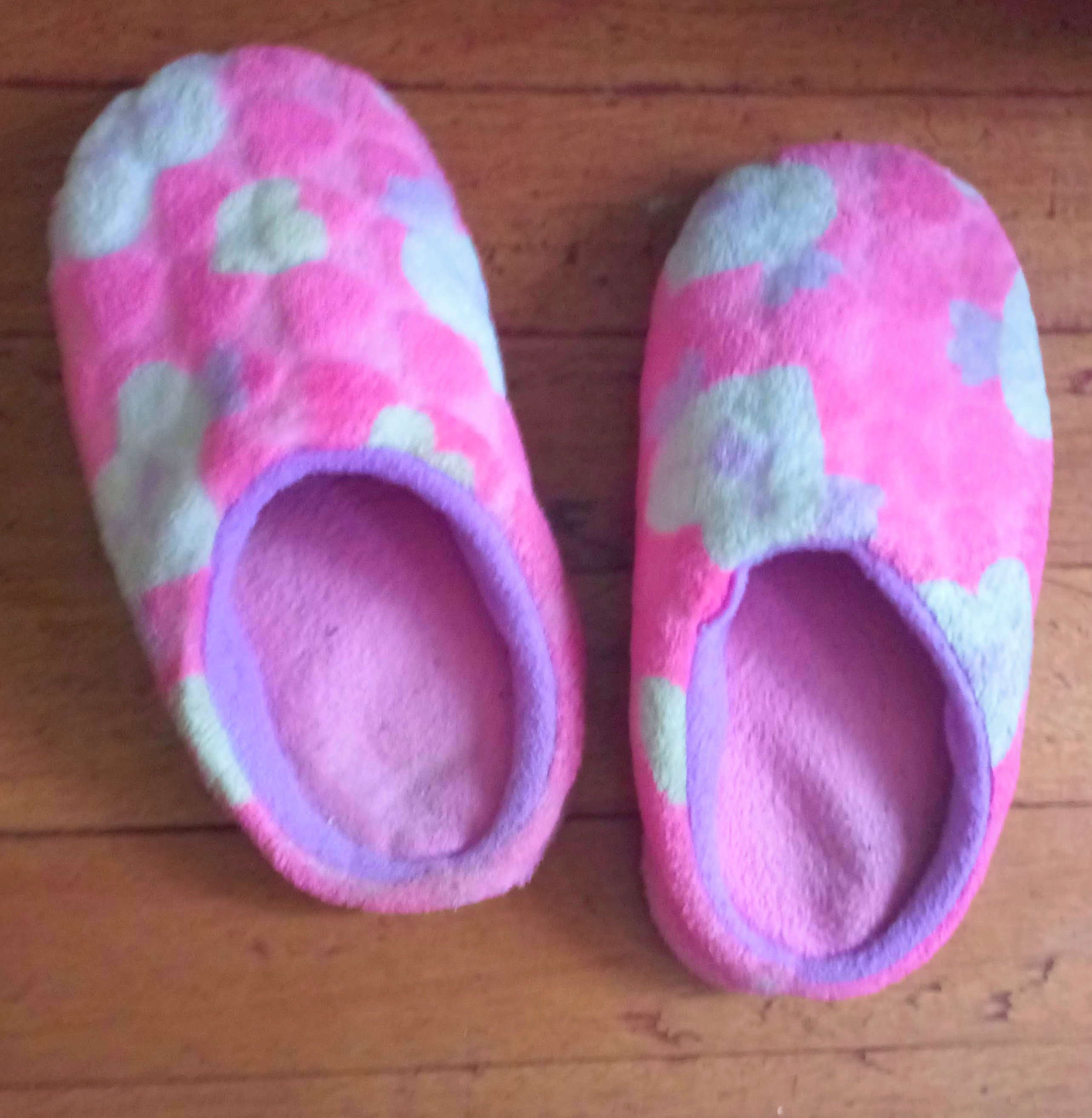
Un par de pantuflas rosadas
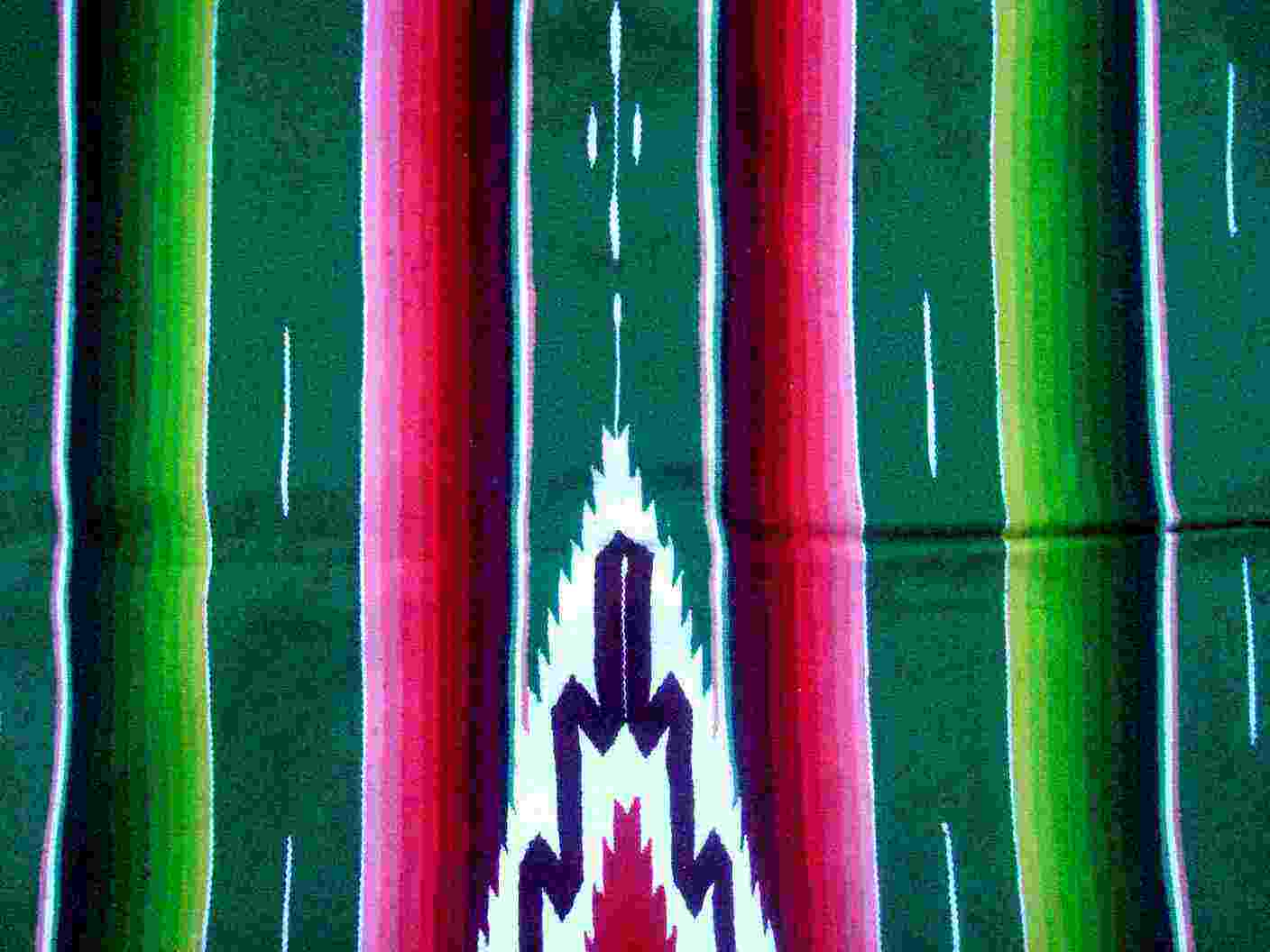
Patrón color rosa mexicano en un sarape.
Rosa Mexicano color característico de la Línea 1 del Metro de la Ciudad de México

## Ejemplos del color rosado

### Muestras de rosa y rosado
Ocasionalmente se diferencia el rosado del rosa por influencia del inglés, en donde el rosado (pink) es un color claro, mientras que el rosa (rose) es intenso o más oscuro, sin embargo, también pueden tratarse como sinónimos.
Algunos ejemplos:
| Nombre                              | Muestra | Cod. Hex. | RGB | RGB | RGB | HSV  | HSV  | HSV  |
| ----------------------------------- | ------- | --------- | --- | --- | --- | ---- | ---- | ---- |
| Rosado                              |         | #F9CCCA   | 249 | 204 | 202 | 3°   | 19%  | 98%  |
| Rosado lavanda                      |         | #E8CCD7   | 232 | 204 | 215 | 336° | 12%  | 91%  |
| Fucsia pálido                       |         | #FFC0EB   | 255 | 192 | 235 | 319° | 25%  | 100% |
| Color carne                         |         | #FCD0B4   | 252 | 208 | 180 | 23°  | 29%  | 99%  |
| Rosado lavanda                      |         | #FBAED2   | 252 | 180 | 213 | 332° | 31%  | 98%  |
| Rosado claro                        |         | #FFB6C1   | 255 | 182 | 193 | 351° | 29%  | 100% |
| Rosado estándar                     |         | #F7BFBE   | 247 | 191 | 190 | 1°   | 23%  | 97%  |
| Rosa viejo                          |         | #E9BABC   | 233 | 186 | 188 | 357° | 20%  | 91%  |
| Rosado amaranto                     |         | #F19CBB   | 241 | 156 | 187 | 338° | 33%  | 78%  |
| Rosado persa                        |         | #F77FBE   | 254 | 127 | 190 | 329° | 49%  | 97%  |
| Rosa malva                          |         | #D597AE   | 213 | 151 | 174 | 338° | 29%  | 84%  |
| Palo rosa, palo de rosa o rosa palo |         | #DD969C   | 221 | 150 | 156 | 335° | 32%  | 87%  |
| Rosado RAL                          |         | #EA899A   | 255 | 182 | 193 | 351° | 29%  | 100% |
| Rosa francés                        |         | #FD6C9E   | 253 | 108 | 158 | 339° | 57%  | 99%  |
| Rosa persa                          |         | #FE28A2   | 254 | 40  | 162 | 326° | 84%  | 100% |
| Rosa coral                          |         | #EB6362   | 235 | 99  | 98  | 0°   | 58%  | 92%  |
| Rosa o rosado brillante             |         | #FF007F   | 255 | 0   | 127 | 330° | 100% | 100% |
| Rosa mexicano                       |         | #F50087   | 245 | 0   | 135 | 327° | 100% | 96%  |
| Fucsia                              |         | #FF0080   | 255 | 0   | 128 | 330° | 100% | 100% |

En China continental, en una escuela de Beijing, un maestro prohibió a los estudiantes usar ropa y zapatos de color rosa, por lo que también se consideraba un color para que los estudiantes ejercieran su derecho a la libertad de vestir.

### Colores web
Los colores web establecidos por protocolos informáticos para su uso en páginas web incluyen cuatro tonalidades llamadas pink (rosado). En programación es posible invocar a estos colores por sus nombres en inglés, además de por sus valores hexadecimales. 
|      | Rosado (Pink)       |
| HTML | #FFC0CB             |
| RGB  | (255, 192, 203)     |
| HSV  | (350°, 25 %, 100 %) |

| Nombre                             | Muestra | Cod. Hex. | RGB | RGB | RGB | HSV  | HSV | HSV  |
| ---------------------------------- | ------- | --------- | --- | --- | --- | ---- | --- | ---- |
| Concha (Seashell)                  |         | #FFF5EE   | 255 | 245 | 238 | 25°  | 7%  | 100% |
| Rubor lavanda (LavenderBlush)      |         | #FFF0F5   | 255 | 240 | 245 | 340° | 6%  | 100% |
| Rosado brumoso (MistyRose)         |         | #FFE4E1   | 255 | 228 | 225 | 6°   | 12% | 100% |
| Rosado claro (LightPink)           |         | #FFB6C1   | 255 | 182 | 193 | 351° | 29% | 100% |
| Rosa cálido (HotPink)              |         | #FF69B4   | 255 | 105 | 180 | 330° | 59% | 100% |
| Coral claro (LightCoral)           |         | #F08080   | 240 | 128 | 128 | 0°   | 79% | 72%  |
| Salmón (Salmon)                    |         | #FA8072   | 250 | 128 | 114 | 6°   | 54% | 98%  |
| Rojo violeta pálido(PaleVioletRed) |         | #DB7093   | 219 | 112 | 147 | 340° | 49% | 86%  |
| Rosa intenso (DeepPink)            |         | #FF1493   | 255 | 20  | 147 | 328° | 92% | 100% |